# Ellenállhatatlan (film)
Az Ellenállhatatlan (eredeti cím: Irresistible) 2020-ban bemutatott amerikai politikai filmvígjáték, melynek forgatókönyvírója és rendezője Jon Stewart. A főszerepben Steve Carell, Chris Cooper, Mackenzie Davis, Topher Grace, Natasha Lyonne és Rose Byrne látható.
A film eredetileg 2020 májusában került volna a mozikba, de az Amerikai Egyesült Államokban kitört COVID-19 világjárvány miatt elhalasztották, majd a Focus Features 2020. június 26-án Premium VOD-on és korlátozott számban mutatta be a mozikban. Általánosságban vegyes véleményeket kapott a kritikusoktól, akik „gyengéd politikai szatírának” nevezték.

## Cselekmény
Jack Hastings (Chris Cooper) nyugdíjas tengerészgyalogos ezredes, aki kiáll a városa jogaiért, a demokrata stratéga, Gary Zimmer (Steve Carell) figyelmébe kerül. Úgy dönt, ha rá tudja venni Hastingset, hogy indulhasson a wisconsini Deerlaken városának polgármesteri székéért, akkor a demokraták visszahódíthatják Heartlandet és Wisconsin államot az elnökválasztáson elszenvedett katasztrofális vereségük után.
Deerlakenbe érkezve Gary kilóg a sorból, bármennyire is igyekszik alkalmazkodni. A városlakók azonban kedvesek, és megpróbálnak segíteni neki beilleszkedni. Amikor a republikánusok ellenlépésként beküldik Gary zseniális, ám végzetes ellenlábasát, Faith Brewstert (Rose Byrne), aki számos végtelen számú trükköt tartogat a tarsolyában, a piszkos taktikájuk azzal a fenyegetéssel jár, hogy megzavarják a békés és barátságos várost.

## Szereplők
| Szerep                | Színész         | Magyar hang     |
| --------------------- | --------------- | --------------- |
| Gary Zimmer           | Steve Carell    | Kassai Károly   |
| Faith Brewster        | Rose Byrne      | Ruttkay Laura   |
| Jack Hastings ezredes | Chris Cooper    | Rosta Sándor    |
| Diana Hastings        | Mackenzie Davis | Mikita Dorka    |
| Kurt Farlander        | Topher Grace    | Hamvas Dániel   |
| Tina De Tessant       | Natasha Lyonne  | Ágoston Katalin |
| Nick Farlander        | Will Sasso      | Kapácsy Miklós  |
| Lowell                | C.J. Wilson     | N/A             |
| Braun polgármester    | Brent Sexton    | N/A             |
| Tonya Vanelton        | Eve Gordon      | Incze Sára      |
| Elton Chambers        | Bill Irwin      | Bartók László   |
| Evan                  | Alan Aisenberg  | N/A             |
| Babs Garnett          | Debra Messing   | N/A             |
| Michael               | Christian Adam  | N/A             |

## Bemutató
A filmet az Amerikai Egyesült Államokban, digitálisan Premium VOD-on keresztül, valamint 2020. június 26-án korlátozott számban mutatták be a mozikban. Az eredeti tervek szerint 2020. május 29-én került volna széles körben bemutatásra, de a március közepén kezdődött COVID-19 világjárvány korlátozásai miatt bezártak a mozik.
A film a hazai nyitóhétvégén 238 moziban becslések szerint 100 000 dollárt hozott. Franciaországban 2020. július 1-jén mutatták be, ahol 117 moziból 52 673 dolláros bevételt ért el.

## Fordítás
- Ez a szócikk részben vagy egészben  az   Irresistible (2020 film) című angol Wikipédia-szócikk fordításán alapul.  Az eredeti cikk szerkesztőit annak laptörténete sorolja fel. Ez a jelzés csupán a megfogalmazás eredetét és a szerzői jogokat jelzi, nem szolgál a cikkben szereplő információk forrásmegjelöléseként.